# Falsterbo-Kanal

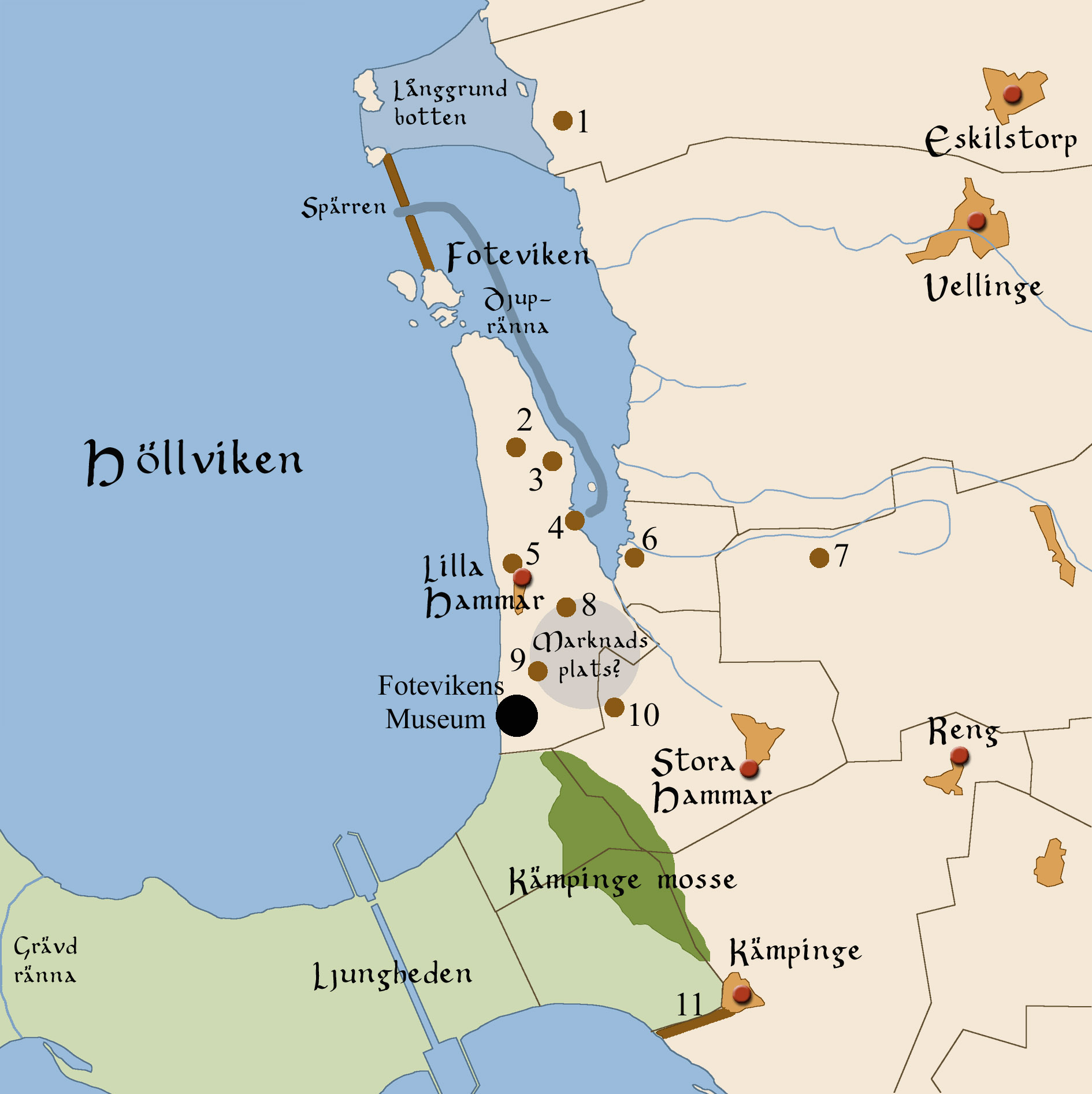
Der Falsterbo-Kanal – unten

Der Falsterbo-Kanal (schwedisch Falsterbokanalen) ist eine künstliche Wasserstraße in der südschwedischen Provinz Skåne län, der den Schiffen die Strecke zwischen der Ostsee und dem Öresund verkürzt und die Halbinsel Falsterbonäs von Schonen trennt.

## Beschreibung
Die Gesamtlänge des Fahrwassers beträgt 27 km; davon führen lediglich 1600 m als Kanal durch die Halbinsel Falsterbonäs, während der Rest eine Fahrrinne im Meer bildet. Am nördlichen Ende befindet sich eine Klappbrücke. Wenn die Brücke geschlossen ist, gilt eine maximale Durchfahrtshöhe von 3,90 m. Eine Schleuse verhindert eine allzu starke Strömung durch den Kanal, wenn der Unterschied der Pegelstände zwischen Ostsee und Öresund zu groß ausfällt.
Der Falsterbo-Kanal wird heute von 15.000 Schiffen jährlich durchfahren und bietet außerdem Liegeplätze für kleine Schiffe. Früher passierte die Fähre nach Bornholm auf dem Weg zwischen Kopenhagen und Rønne den Kanal. Nachdem die Wassertiefe des Kanals von 6,70 m auf 5 m abgenommen hat, können Schiffe über 5000 Tonnen den Kanal nicht mehr passieren.
Wenn man von Höllviken aus in den Kanal einfährt, befindet sich auf der äußeren linken Seite die Per Albin Linjen, eine nach dem schwedischen Ministerpräsidenten Per Albin Hansson benannte Verteidigungslinie, die während des Zweiten Weltkriegs errichtet wurde. Sie besteht aus Hindernissen, Bunkern und Forts und sollte ein feindliches Anlanden vom Meer aus verhindern.

## Geschichte

### Vorläufer
Reste eines ursprünglichen Fahrwassers, des Ammerännan, verlaufen heute als ein kleiner Graben durch die Heide von Skanör. Man geht davon aus, dass der mittelalterliche Kanal für Prahmboote, einen Schiffstyp ohne eigenen Antrieb, passierbar war und dass mindestens eine Brücke den südlichen Teil der Falsterbonäs mit dem Festland verband. Es ist nicht bekannt, ob der Ammerrän ein natürlicher oder ein gegrabener Kanal war.
1884 beantragte der Politiker Mårten Dahn vergebens im schwedischen Reichstag (Riksdag), einen Kanal durch die Halbinsel Falsterbonäs bauen zu lassen, damit die Schifffahrt das gefährliche  Falsterboriff umgehen konnte. 1896 begannen Fischer aus Skanör einen Kanal zu graben; sie stellten aber fest, dass das Projekt am Aufwand scheitern würde.

### Bau des Falsterbo-Kanals
Auch während des Ersten Weltkrieges kam die Debatte erneut auf, aber erst als die Deutschen während des Zweiten Weltkrieges um Falsterbonäs umfangreich Minen verlegten und den Schiffsverkehr um die Halbinsel dadurch lahmlegten, beschloss der schwedische Reichstag am 22. Dezember 1939, einen Kanal zur Sicherung der Küstenschifffahrt anzulegen. Die Deutschen nahmen bei der Verminung keine Rücksicht auf die Drei-Meilen-Zone, was dazu führte, dass keines der großen schwedischen Handelsschiffe sicher in oder aus der Ostsee gelangen konnte und sie in Malmö, Trelleborg oder Ystad umladen mussten. Der schwedische Staat war zum schnellen Handeln gezwungen, weshalb im Januar 1940 mit den Arbeiten umgehend begonnen wurde. Die Arbeiter, größtenteils Wehrpflichtige, schlugen zunächst eine Schneise in den Heidewald  und begannen im Mai mit den eigentlichen Grabungen. Am 21. Juli 1941 war der Durchbruch schließlich geschafft und kurze Zeit später passierte am 1. August 1941 mit der Malmö das erste Schiff den Kanal. An Bord des Schiffes befanden sich unter anderem sechs Minister. Freigegeben wurde der neue Kanal, dessen Bau 21 Millionen Schwedische Kronen kostete, drei Monate später am 1. November 1941. Zuvor wurde am 4. Oktober 1940 die erste Brücke mit dem Namen Knippelsbron eröffnet. Sie kam aus Kopenhagen und war bereits seit 50 Jahren im Dienst. 1955 baute man bei der Brücke einen Kontrollturm. 1992 wurde die alte Brücke durch eine neue zweispurige Brücke ersetzt. Damals wurde die Brücke zunächst nach Bedarf und nach dem Ermessen des Kanalmeisters geöffnet, später wurden die Öffnungszeiten reguliert.

## Galerie

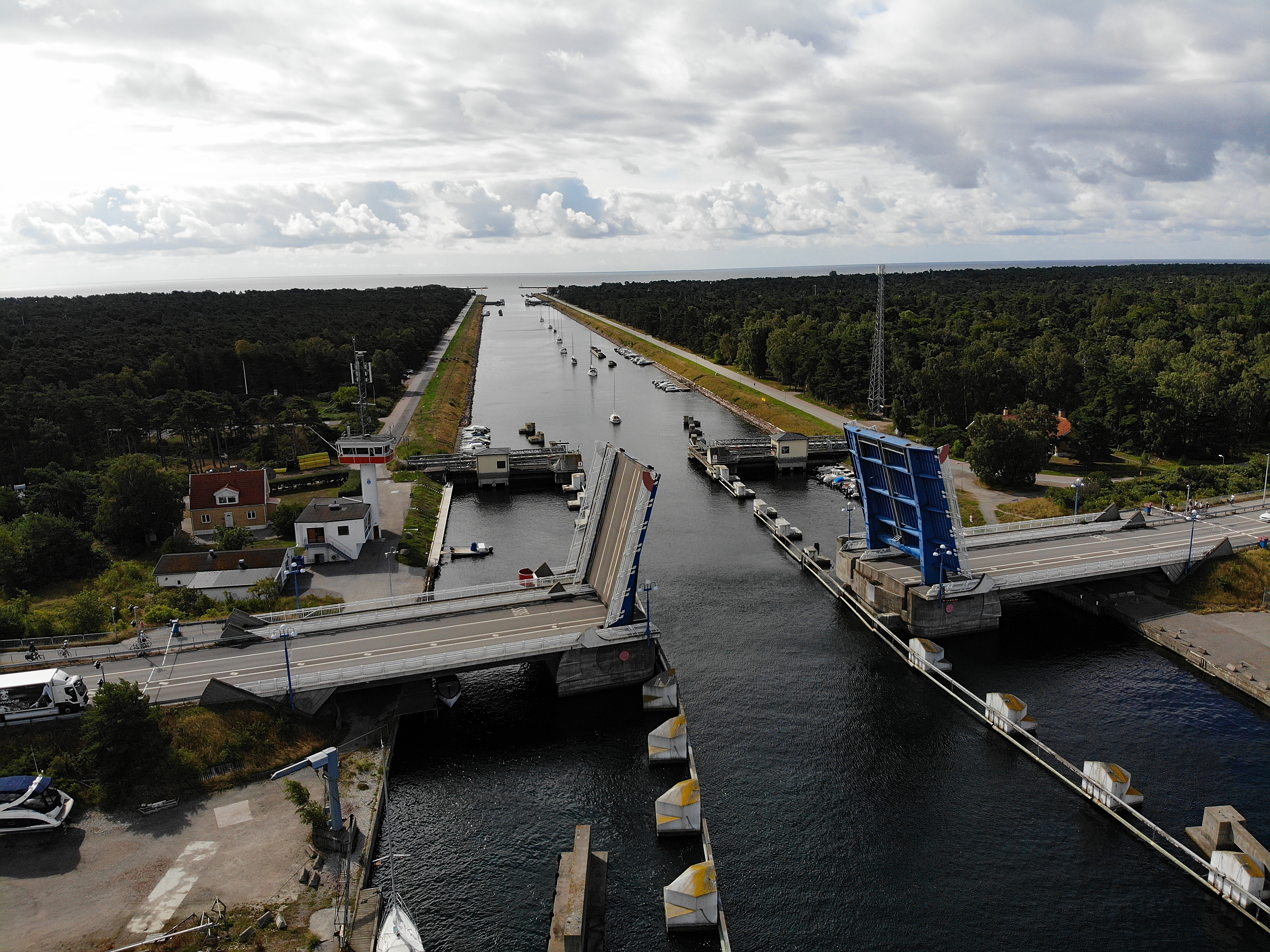
Luftaufnahme bei geöffneter Brücke (2021)
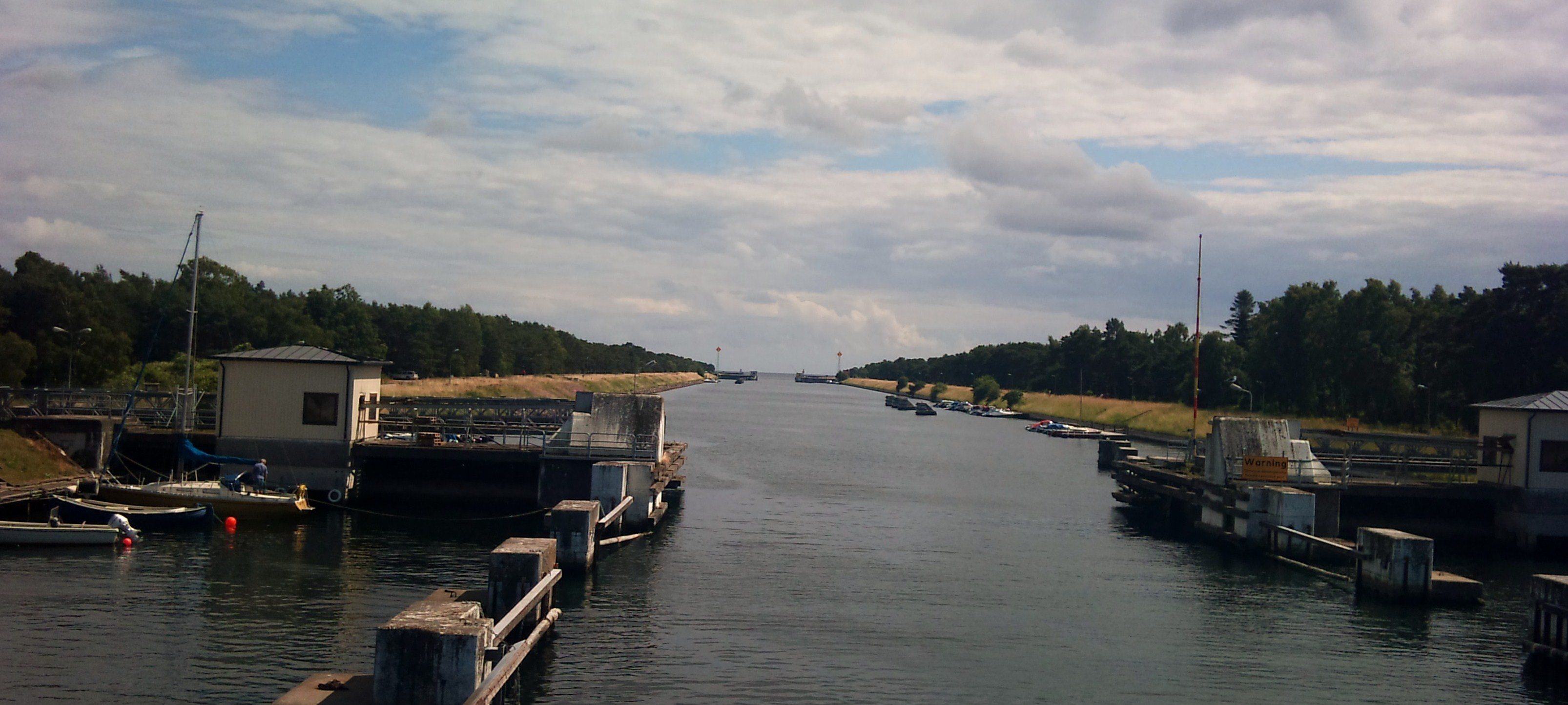
Blick von der Klappbrücke auf den Falsterbokanal – Richtung Süden
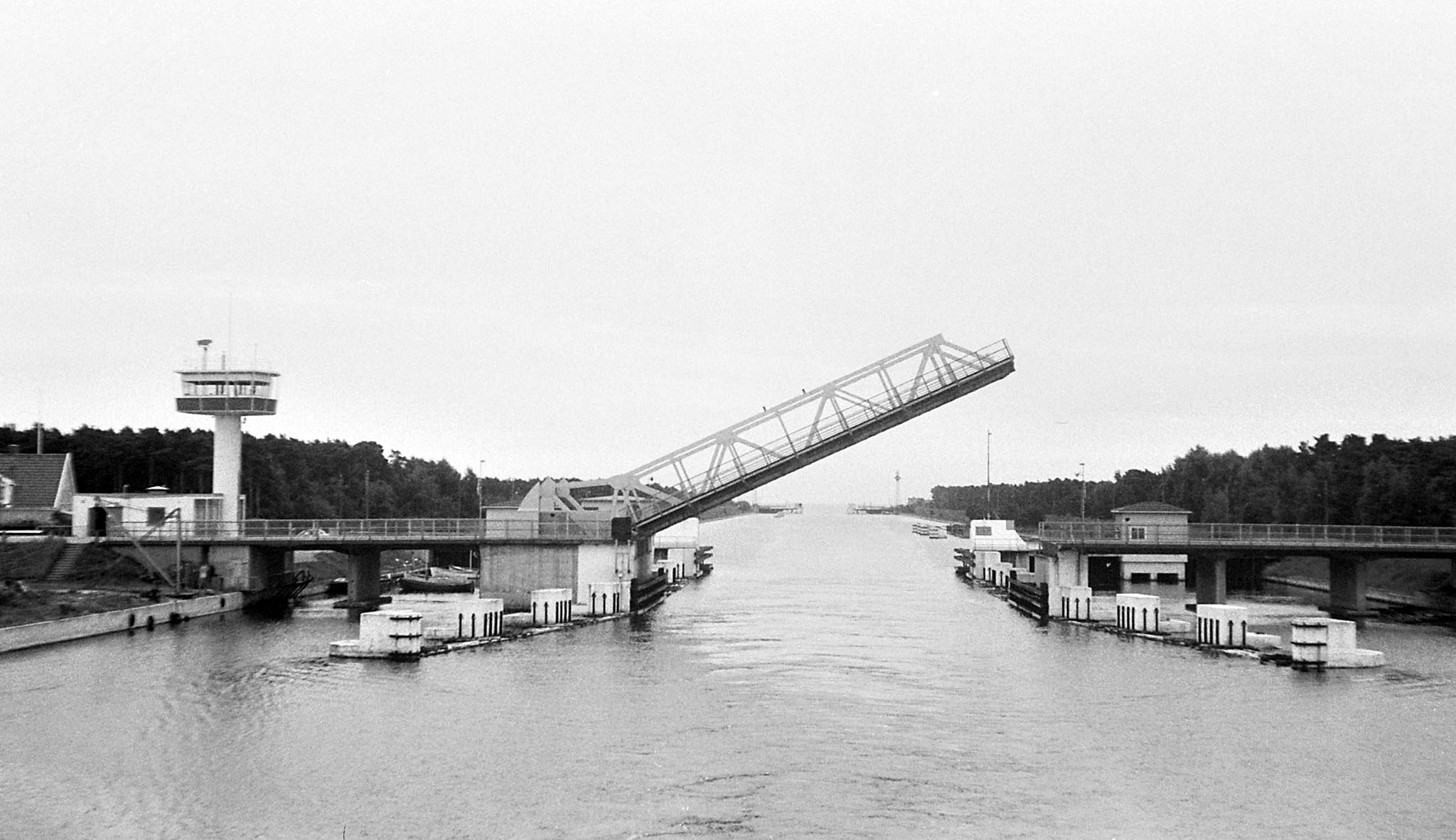
Die alte Brücke Knippelsbron im Jahr 1963
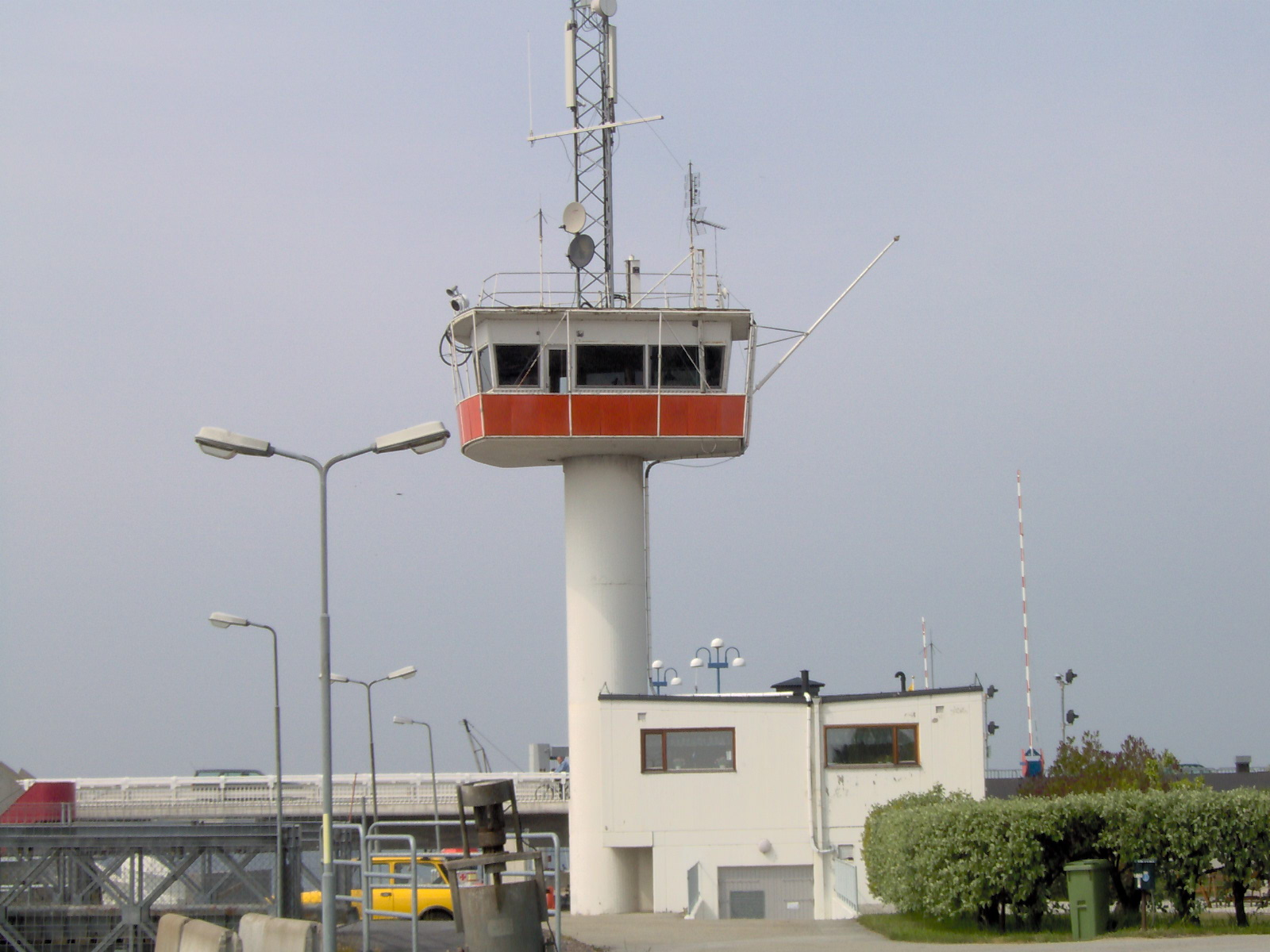
Kontrollturm von 1955
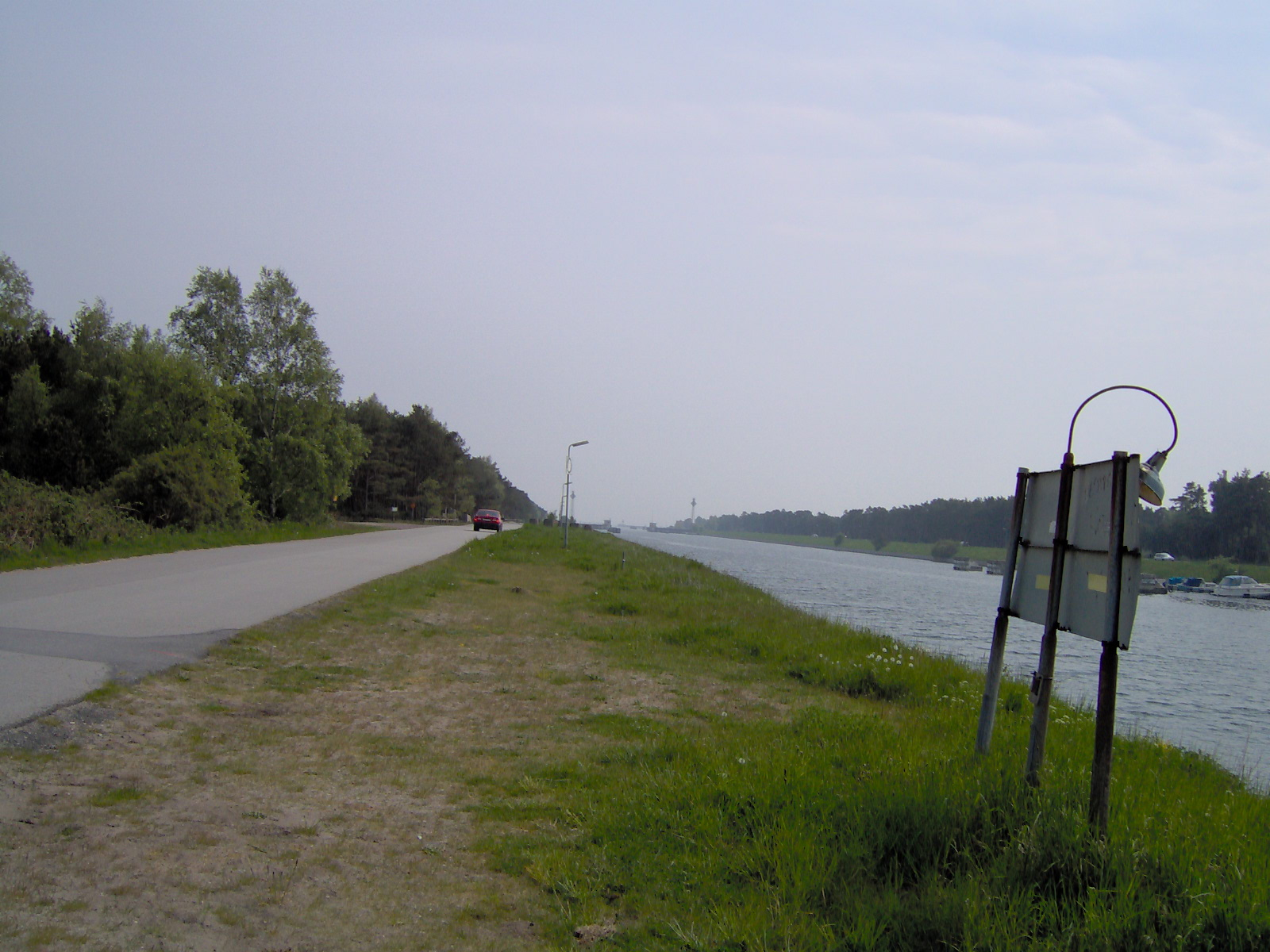
Der Kanal an der Kämpingebukt